# ملعب السنبلة
ملعب السنبلة هو ملعب كرة قدم قيد الإنشاء، يقع في مدينة الديوانية ، العراق. من المقرر أن يصبح الملعب الرئيسي لنادي الديوانية، ستبلغ سعة الملعب 30 ألف متفرج وسيكلف حوالي 100 مليون دولار أمريكي تمولها الحكومة العراقية.
بدأ بناء الملعب في ديسمبر 2012 ولكن توقف العمل بعد ذلك لأسباب مالية، وقد بلغت نسبة التنفيذ 57%. وفي سبتمبر 2022 أعلنت وزارة الشباب والرياضة العراقية استئناف الشركة التركية للمشروع.